# Alexander Thynn, 7. Marquess of Bath
Alexander George Thynn, 7. Marquess of Bath (* 6. Mai 1932 in London; † 4. April 2020 in Bath) war ein britischer Adliger, Autor und Politiker.

## Herkunft und Jugend
Er entstammte der Adelsfamilie Thynne. Er wurde als Alexander Thynne als ältester Sohn von Henry Thynne und dessen ersten Frau Daphne Vivian geboren. Er besuchte das Eton College und studierte am Christ Church College der Universität Oxford. Nachdem sein Vater 1946 den Titel Marquess of Bath geerbt hatte, führte Alexander den Höflichkeitstitel Viscount Weymouth. Er trat in die British Army ein, wo er 1951 in den Rang eines Lieutenant der Life Guards aufstieg.

## Leben
Sein Vater hatte 1946 nach dem Tod seines Großvaters Longleat House übernommen und begann mit als erster britischer Aristokrat mit der touristischen Vermarktung eines Herrenhauses. Alexander wurde ab 1958 Miteigentümer des Besitzes und übernahm noch zu Lebzeiten seines Vaters die alleinige Verwaltung des Anwesens. Er baute Longleat weiter als Tourismusattraktion aus; u. a. legte er Irrgärten an und eröffnete auf dem Anwesen einen Center Parc. Im Herrenhaus gestaltete er mehrere Räume mit selbst gemalten farbenfrohen Wandmalereien mit teils erotischem Inhalt, die er zur Besichtigung freigab. 2010 übergab er die Verwaltung des Familienbesitzes an seinen Sohn. Politisch setzte er sich für eine Regionalisierung Großbritanniens ein. In den 1970er Jahren gründete er die Wessex Regionalist Party, eine Regionalpartei, mit der er bei der Unterhauswahl im Februar 1974 und bei der Europawahl 1979 antrat. Als Kandidat seiner Partei erhielt er jedoch bei der Unterhauswahl nur 521, bei der Europawahl weniger als 2000 Stimmen, worauf er weitere Kandidaturen unterließ. 1976 änderte er seinen Namen in Thynn. Nach dem Tod seines Vaters 1992 erbte er dessen Titel und wurde Mitglied des House of Lords, wo er den Liberal Democrats angehörte. Mit der Oberhausreform 1999 verlor er seinen ererbten Sitz.
Lord Bath galt als exzentrischer und unkonventioneller Hippie, der hauptsächlich barfuß lief und lange Haare trug. Am 9. Mai 1969 heiratete er die Schauspielerin Anna Gaël, eine Tochter des Ungarn Laszlo Izsak Gyarmathy. Trotz seiner Heirat hatte er mit Einverständnis seiner Frau, die in Paris eine eigene Wohnung hatte, zahlreiche, nach eigenen Angaben 73, Geliebte. Mit seiner Frau hatte er zwei Kinder:
- Lady Lenka Abigail Thynn (* 1969);
- Ceawlin Henry Laszlo Thynn, 8. Marquess of Bath (* 1974) ⚭ Emma Clare A. McQuiston.

Alexander Thynn starb im 88. Lebensjahr an den Folgen der COVID-19-Erkrankung. Sein Sohn Ceawlin, den er nach dem angelsächsischen König Ceawlin nannte, ist sein Nachfolger als Marquess of Bath.

## Werke
Lord Bath verfasste u. a. folgende Bücher:
- The Carry Cot. Longleat Press 1972, ISBN 0-905709-01-2.
- Lord Weymouth's Murals. Longleat 1974.
- A Regionalist Manifesto. 1975.
- The King is Dead. Longleat Press, 1976, ISBN 0-905709-00-4.
- Pillars of the Establishment. Hamlyn, Feltham 1980, ISBN 0-600-20483-9.
- The New World Order of Alexander Thynn. Views on politics, society and Religion. Starhaven, London 2000, ISBN 0-936315-13-X.
- The Early Years. (Autobiographie, Band I) Artnik, London 2002, ISBN 1-903906-24-5.
- Strictly Private to Public Exposure. (Autobiographie, Band II) Artnik, London 2005, ISBN 1-903906-24-5.
- Top Hat and Tails (Autobiographie, Band III) Artnik, London 2003, ISBN 1-903906-25-3.
- Two bites of the apple. Artnik, London 2003, ISBN 1-903906-26-1.